# Suzie Ellis
Suzie Ellis (Leamington Spa, 14 de junio de 1969) es una deportista británica que compitió en remo como timonel.
Ganó una medalla de bronce en el Campeonato Mundial de Remo de 1997, en la prueba de ocho con timonel. Participó en los Juegos Olímpicos de Atlanta 1996, ocupando el séptimo lugar en la misma prueba.

## Palmarés internacional
| Campeonato Mundial | Campeonato Mundial     | Campeonato Mundial | Campeonato Mundial |
| Año                | Lugar                  | Medalla            | Prueba             |
| ------------------ | ---------------------- | ------------------ | ------------------ |
| 1997               | Aiguebelette (Francia) | Medalla de bronce  | Ocho con timonel   |